# Паспорт гражданина Австралии
Паспорт гражданина Австралии — документ, удостоверяющий личность гражданина Австралии, выдается только её гражданам для выезда за границу.

## История
- «X» серия паспортов была выпущена в 1917 году, во время Первой мировой войны.
- В 1914 — 1915 годах был издан указ о том, что каждый гражданин старше 16 лет должен иметь паспорт для выезда из стран Содружества.
- В 1949 году было издано 2 вида паспортов:
  1. B-серия для британских подданных, не являющихся гражданами Австралии.
  2. С-серия для граждан Австралии.
- В 1969 году на обложке паспорта фразу Австралийский Паспорт сменили на Британский Паспорт.
- До 1983 года паспорт замужней женщины должен был подтверждаться её мужем.
- В 1984 году Австралийский паспорт стал первым машинописным с ламинированными вставками.
- С 1986 года все дети должны были иметь отдельный документ, удостоверяющий личность и не могли больше быть вписаны в паспорт родителей.
- L-серия паспорта содержала фотографию владельца и его подпись. Паспорт стал цветным.
- 27 ноября 2003 года безопасность паспорта М-серии была улучшена введением голограмм.
- В октябре 2005 года началась выдача электронных паспортов.
- В мае 2009 года был несколько изменен дизайн паспортов (N-серия), улучшена система безопасности.
- В июне 2014 года была выпущена P-серия, которая комбинирует свойства электронного и обычного паспортов, а также имеет еще более продвинутые элементы защиты, включая первый в мире цветной «всплывающий» рисунок.

## Типы паспортов
- Стандартный (чёрная или синяя обложка) — паспорт для всех граждан.
  - Частого путешественника (чёрная или синяя обложка) — отличается от стандартного большим числом страниц.
- Срочный (чёрная обложка) — паспорт, выданный срочно (один-два дня) или австралийцам за границей в случае кражи или утери основного паспорта. Действителен 12 месяцев.
- Дипломатический (красная обложка) — паспорт для дипломатов.
- Официальный (серо-зелёная обложка) — паспорт для официальных лиц, представляющих Австралию.

## Идентификационные данные
- Фотография
- Тип
- Код штата, выдавшего паспорт
- Номер паспорта
- Имя
- Гражданство
- Дата рождения
- Пол
- Место рождения
- Дата выдачи паспорта
- Подпись владельца
- Дата окончания паспорта

## Скандалы
В ходе расследования убийства лидера ХАМАС Махмуда аль-Мамбхуха, совершённого в январе 2010 года в Дубае, спецслужбы обнаружили три фальшивых австралийских паспорта. Бывший сотрудник Моссада и писатель Виктор Островский заявил, что изготовлением этих фальшивых паспортов, равно как и паспортов других стран, активно занимались в Моссаде, чтобы обеспечить прикрытие своим агентам.